# Ručiūnai

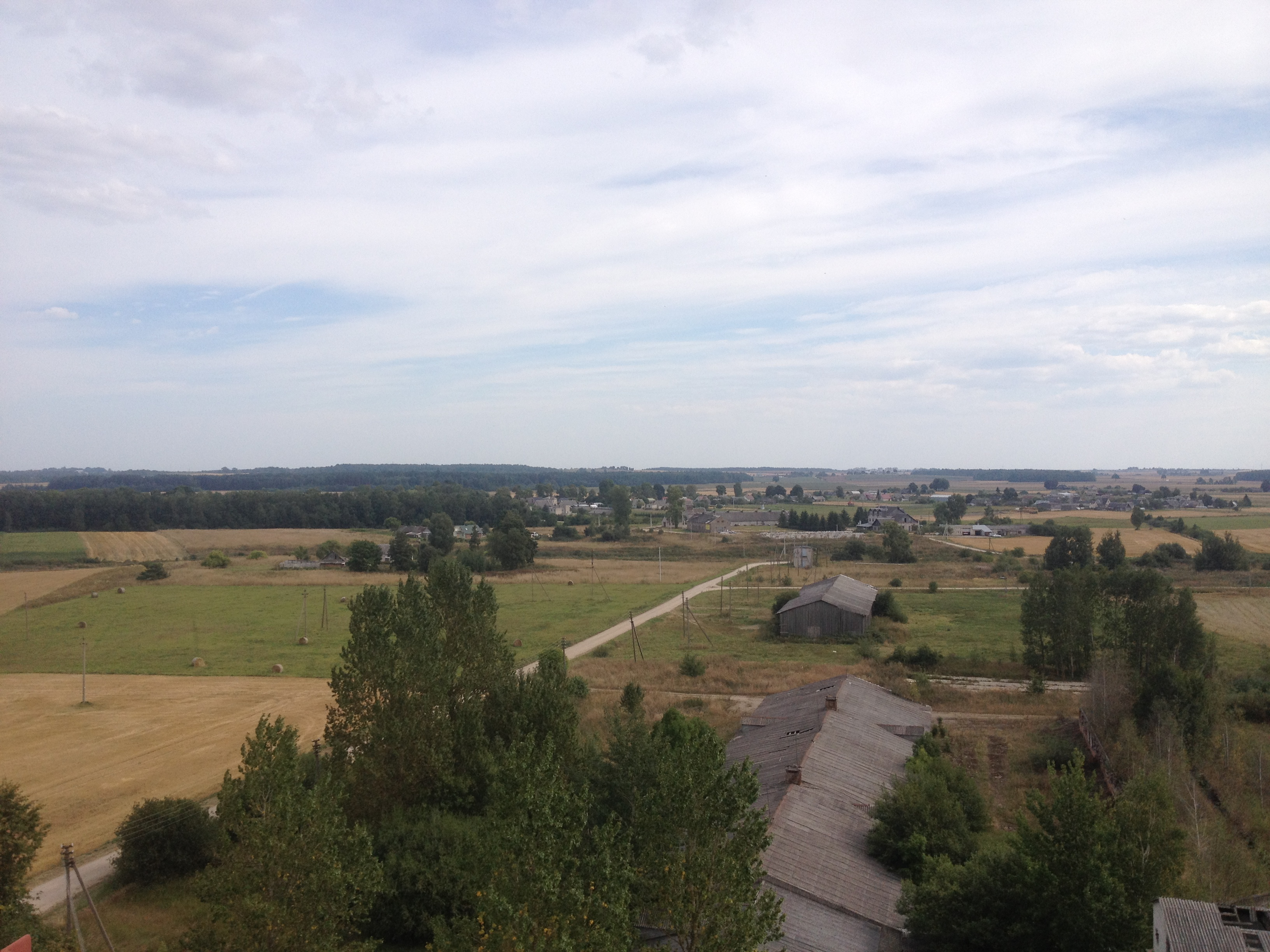
Ručiūnai

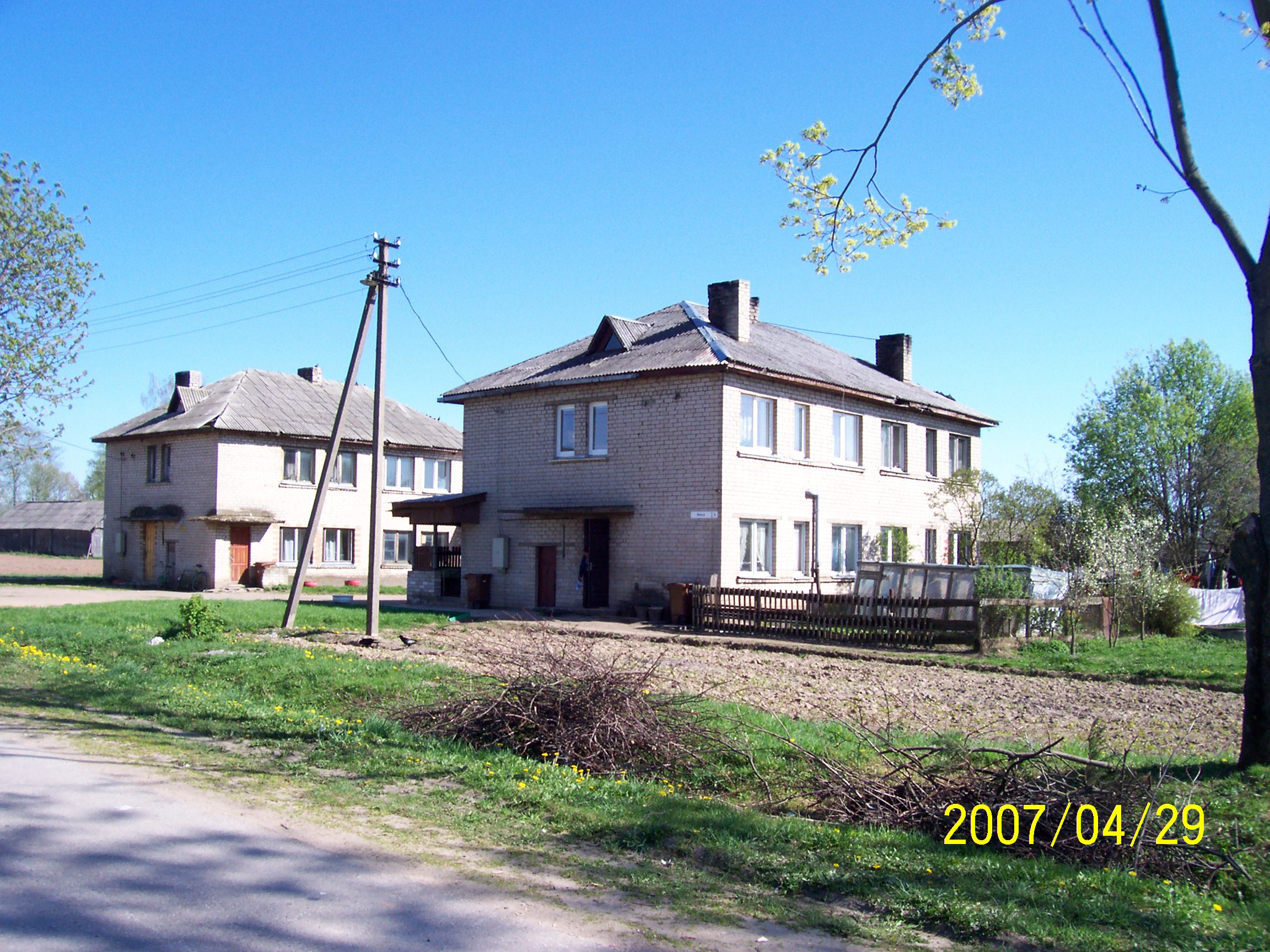
Siedlung

Ručiūnai ist ein Ort mit 198 Einwohnern (Stand: 2011) in Litauen, im Amtsbezirk Kulva der Rajongemeinde Jonava, im Bezirk Kaunas,  an der Fernstraße Nr. 232 (Vilijampolė–Žeimiai–Šėta). Ručiūnai ist das Zentrum des gleichnamigen Unteramtsbezirks mit 295 Einwohnern (Leiter Nerijus Klibavičius). Der Name des Dorfs ist abgeleitet vom litauischen Familiennamen Ručiūnas. Das Dorf (Ruczány) ist seit 1744 bekannt.